# Iweta
Iweta, Iwetta – imię żeńskie pochodzące od imienia męskiego Iwo, którego żeńskim odpowiednikiem jest Iwona.
Iweta imieniny obchodzi 13 stycznia.
Znane osoby o imieniu Iweta:
- Iweta Rajlich – polska mistrzyni w szachach
- Iveta Benešová – czeska tenisistka
- Iweta Mukuczjan – ormiańska piosenkarka